# Gurinder Chadha

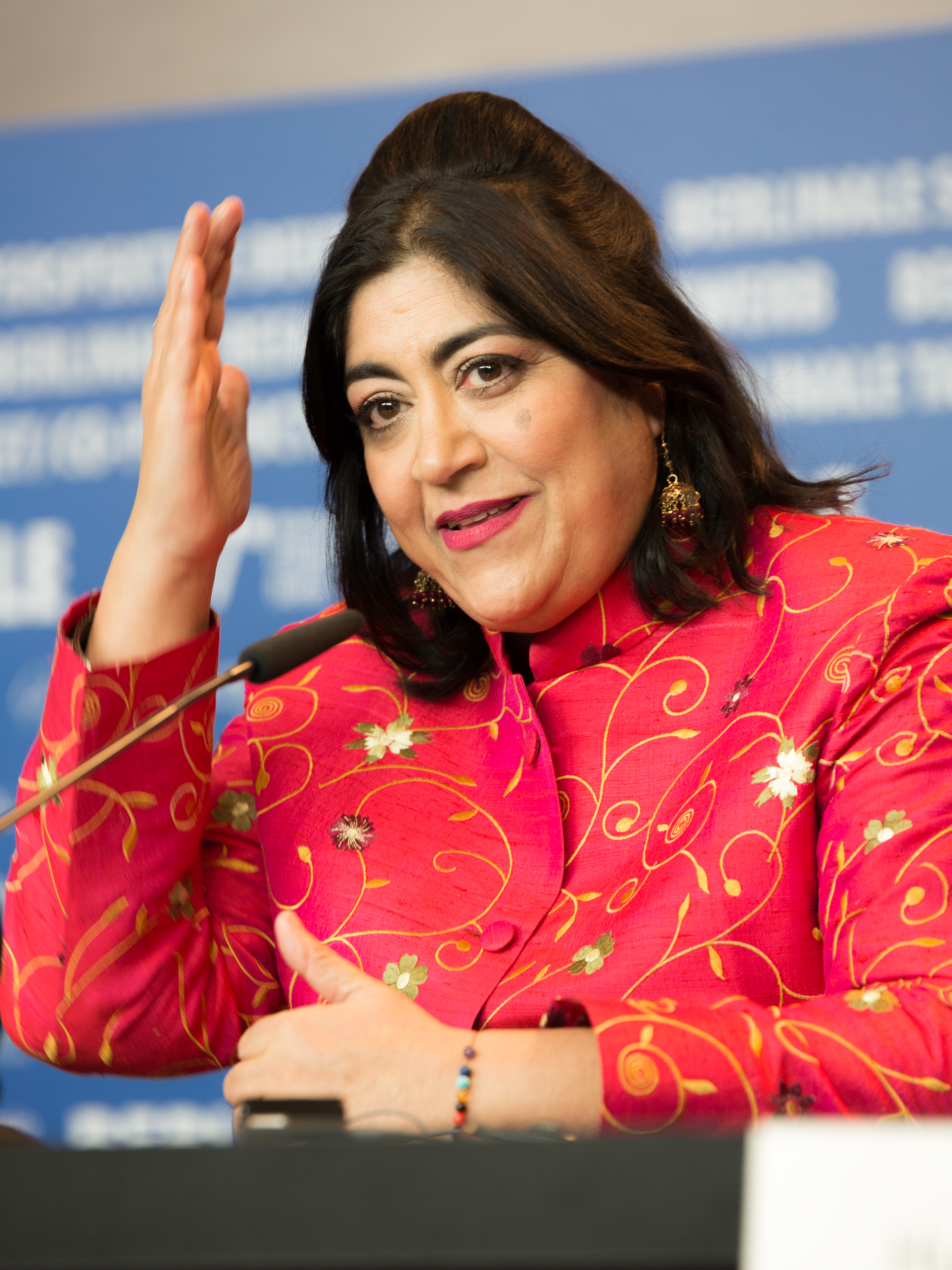
Gurinder Chadha auf der Berlinale 2017

Gurinder Chadha, OBE (* 10. Januar 1960 in Kenia) ist eine britische Filmregisseurin. Ihre Filme beschäftigen sich mit dem Leben von Auslandsindern.

## Leben
Gurinder Chadha entstammt einer panjabischen indischen Familie. Sie wurde in Kenia geboren, doch ihre Eltern zogen nach der Unabhängigkeit des Landes 1961 nach Southall, London. Chadha arbeitete zunächst als Radioreporterin für die BBC. 1989 drehte sie die Dokumentation I'm English but… über das Leben junger Briten asiatischer Herkunft für den Fernsehsender Channel 4. Im darauffolgenden Jahr gründete sie ihre Filmproduktionsgesellschaft Umbi Films. Ihr erster wichtiger Film wurde Picknick am Strand (1993).
Internationale Bekanntheit erlangte die Regisseurin 2002 mit dem Frauenfußballfilm Kick It Like Beckham. Neben der Hauptdarstellerin Parminder Nagra hatte in diesem Film Keira Knightley ihren Durchbruch als Schauspielerin. Ebenfalls erfolgreich wurde die Jane-Austen-Verfilmung Liebe lieber indisch (2004) mit der indischen Schauspielerin Aishwarya Rai in der Hauptrolle.
Danach trat Gurinder Chadha mehrfach im britischen Fernsehen auf. In der BBC-Show Your London (2005) erzählte sie die Geschichte eines Sikh-Prinzen, der im 19. Jahrhundert in London lebte. 2006 verfolgte sie in der BBC-Serie Who Do You Think You Are? die Spuren ihrer eigenen Sikh-Familie zu deren Wurzeln in Kenia und dem indischen Panjab.
Chadha wurde am 17. Juni 2006 zum Officer of the British Empire (OBE) ernannt.
Sie ist mit dem Filmemacher Paul Mayeda Berges verheiratet, mit dem sie auch beruflich zusammenarbeitete, sie schrieb das Drehbuch zu Berges’ Film Die Hüterin der Gewürze (The Mistress of Spices, 2005).
Am 12. Februar 2017 feierte ihr Film Der Stern von Indien (Viceroy's House) Weltpremiere auf der Berlinale 2017, wo er außerhalb des Wettbewerbs aufgeführt wurde. Chadha verfasste gemeinsam mit ihrem Ehemann das Drehbuch, das von Erlebnissen ihrer eigenen Vorfahren inspiriert wurde.

## Filmografie
- 1990: I'm British But… (Fernsehdokumentation)
- 1992: Pain, Passion and Profit
- 1992: Acting Our Age
- 1993: Picknick am Strand (Bhaji on the Beach)
- 1994: A Nice Arrangement
- 1994: What Do You Call an Indian Woman Who's Funny
- 1995: Rich Deceiver
- 2000: What’s Cooking?
- 2002: Kick It Like Beckham (Bend It Like Beckham)
- 2004: Liebe lieber indisch (Bride and Prejudice)
- 2006: Paris, je t’aime (Episode Quais de Seine)
- 2008: Frontalknutschen (Angus, Thongs and Perfect Snogging)
- 2010: It's A Wonderful Afterlife
- 2017: Der Stern von Indien (Viceroy’s House)
- 2019: Blinded by the Light
- 2019: Beecham House (Fernsehserie, 6 Episoden)
- 2020: Homemade (Fernsehserie, Folge: Unerwartetes Geschenk)

### Auftritte
- 2005: Koffee with Karan
- 2005: Your London
- 2006: Who Do You Think You Are?